# James McAuley
James McAuley, australski akademik, književni kritičar, novinar i pjesnik te istaknuti katolički intelektualac. 
Rođen u predgrađu Sydneya, na čijem je sveučilištu studirao anglistiku, latinistiku i filozofiju. Na sveučilištu je uređivao pjesnički list Hermes, u kojem je objavljivao svoje rane radove. Nakon odsluženja vojske na Novoj Gvineji, koju će kasnije prozvati svojom »duhovnom domovinom«, obraća se na katoličanstvo. 
Bio je urednikom najuglednijeg australskog književnog časopisa Quadrant te profesor na Odsjeku za anglistiku Tasmanijskog sveučilišta. Umro je od raka 1976. u Hobartu. Napisao je više od deset pjesničkih zbirki te objavljivao stručne knjige i eseje iz područja anglistike (o versifikaciji i retorici u australskoj književnosti) i povijesti književnosti ("Kraj modernizma"). Preveo je i Pjesmu nad pjesmama.